# Nikos Barlos
Nikolaos „Nikos“ Barlos (griechisch Νικόλαος "Νίκος" Μπάρλος; * 12. Juli 1979 in Patras) ist ein ehemaliger griechischer Basketballspieler, der bei einer Körpergröße von 2,03 m auf den Positionen des Small Forwards bzw. des Point Forwards eingesetzt wurde.

## Karriere
Seine professionelle Karriere begann Barlos 1998 bei Apollon Patras. Mit dem Abstieg Patras aus der A1 Ethniki, der höchsten Spielklasse im griechischen Basketball verpflichtete die Klubführung zur Saison 1999/00 Dirk Bauermann, der das Team schnellstmöglich zurück ins Oberhaus führen sollte. Bauermann integrierte den jungen Forward in die Rotation der Mannschaft. Barlos kam in seiner ersten Saison in der A2 Ethniki in 25 Spielen auf 161 Punkte und 118 Rebounds. Während Bauermann das Team bereits wieder verlassen hatte, gehörte Barlos inzwischen zum Kern der Mannschaft. Seine Werte konnte er in der Folgesaison 2000/01 auf 261 Punkte und 123 Rebounds in 22 Spielen verbessern. Dennoch verpasste das Team durch einen dritten Rang den direkten Wiederaufstieg. Diesen sollte man nach weiteren drei Spielzeiten erreichen. Zur Saison 2002/03 belegte der Apollon den ersten Rang der A2 Ethniki und Barlos spielte bis dato seine beste Saison. In 24 Spielen kam er auf 319 Punkte und 117 Rebounds.
Zurück im Oberhaus sicherte man sich zunächst den Klassenerhalt und zur Saison 2004/05 wurde Barlos auch für das All Star Game nominiert. Neben Größen wie Zisis, Spanoulis, Diamantidis, Alvertis und Ekonomou erspielte sich die griechische Auswahl den Sieg über die internationale Auswahl, welche man mit 77:76 Punkten besiegen konnte. Mit 18 Punkten war Barlos erfolgreichster Werfer der Partie und wurde als wertvollster Spieler der Partie ausgezeichnet. Überreicht wurde ihm die Auszeichnung von Dominique Wilkins, der als Ehrengast zum Spiel geladen war. Unlängst waren weitere Teams am Forward interessiert und Barlos entschied sich für die Offerte aus Piräus und wechselte zu Olympiakos. Dort debütierte der Grieche zur Saison 2005/06 unter Trainer Jonas Kazlauskas erstmals auch in der EuroLeague. Zwar war für Olympiakos und Barlos in der Euroleague bereits im Viertelfinale gegen Maccabi Tel Aviv Schluss, in der Meisterschaft erreichte man jedoch das Finale der Playoffs, unterlag dort aber dem Ligarivalen Panathinaikos Athen. In seiner ersten Saison für Olympiakos kam Barlos auf 223 Punkte und 109 Rebounds in 35 Spielen. Nach einer weiteren Saison in Piräus und mit Auslaufen seinen Vertrages wechselte Barlos zu AEK Athen.
Mit dem AEK scheiterte Barlos bereits in der Qualifikationsrunde des FIBA EuroCups und auch in der Meisterschaft war nach dem Viertelfinale Schluss, nachdem die Athener gegen Olympiakos ausgeschieden waren. Der Forward verließ den AEK wieder und wechselte zur Saison 2008/09 zu Aris Saloniki. In Thessaloniki unterschrieb er einen Zweijahresvertrag und spielte mit Aris auch den ULEB Eurocup. In der Meisterschaft erreichte man den vierten Rang, welcher zur erneuten Teilnahme am Eurocup berechtigte.